# Kurt Starke (Sexualwissenschaftler)
Kurt Starke (* 13. Mai 1938 in Königshain) ist ein deutscher Sexualwissenschaftler, Jugendforscher, Soziologe und Autor.

## Leben
Starke erlangte im Jahr 1956 in Rochlitz sein Abitur. Von 1958 bis 1962 studierte er an der Karl-Marx-Universität in Leipzig und erreichte 1965 seinen Dr. rer. pol. Er war verheiratet mit der Sozialforscherin Uta Starke (1938–2023). Im Jahre 1965 kam der gemeinsame Sohn zur Welt, der Komponist Ipke Starke, in den folgenden Jahren ihre beiden Töchter. Ab 1967 war er Mitarbeiter und von 1972 bis 1990 war er als Leiter am Zentralinstitut für Jugendforschung (ZIJ) Leipzig tätig. Im Jahre 1977 bekam er seinen Dr. sc. pol. verliehen, bevor er 1981 in Leipzig eine Professur erhielt.
Im Herbst 1972 begann Starke eine Untersuchung, die den Titel „Partner 72“ trug und sich zur Basisuntersuchung für die Partnerstudien des ZIJ entwickelte. Als Leiter der Abteilung Studentenforschung des ZIJ war er ab 1969 für repräsentative Querschnittsuntersuchungen bei den Studenten der Hoch- und Fachschulen der DDR zuständig. Diese Untersuchungen waren als Intervallstudien (Langzeit-Panelstudien) angelegt und hatten u. a. die Aufgabe, zu verfolgen, wie Studenten mit Kind im Vergleich zu Studenten ohne Kind das Studium bewältigten.
Seit Mitte der 1990er Jahre ist Starke freiberuflich in der Sexualforschung sowie publizistisch tätig. Im März 2010 wurde seine Expertise Pornografie und Jugend – Jugend und Pornografie, die er im Auftrag der Huch Medien GmbH anfertigte, veröffentlicht. Der Expertise zufolge gibt es keine wissenschaftlichen Belege für eine schädliche Wirkung von einfacher Pornografie auf Jugendliche. Außerdem vertrat er die Annahme, dass das Verbot einfacher Pornografie Schuldgefühle bei Jugendlichen, die Pornos konsumierten, verursachen könnte. Auf Basis der Expertise bekräftigte Huch die Forderung nach einem Aufheben des Pornografieverbotes.
Kontinuierlich veröffentlicht Starke sowohl wissenschaftlich als auch in populären Medien. In seinem Aufsatz „Empirische Sexualforschung Ost: Die Partnerstudien“ fasst er die Ergebnisse der von ihm geleiteten empirischen Untersuchungen zusammen und ordnet aktuelle Entwicklungen ein.

## Veröffentlichungen (Auswahl)

### Autor
- Junge Partner. Leipzig/Jena/Berlin 1980.
- mit  W. Friedrich: Liebe und Sexualität bis 30. Deutscher Verlag der Wissenschaften, 2. Auflage. Berlin 1987, ISBN 3-326-00170-3.
- Schwuler Osten. Homosexuelle Männer in der DDR. Im Anhang ein Interview mit Eduard Stapel. Links, Berlin 1994, ISBN 3-86153-075-9.
- mit Lykke Aresin: Lexikon der Erotik. Droemer Knaur, München 1996, ISBN 3-426-77174-8.
- Pornografie und Jugend. Jugend und Pornografie. Pabst Science, Lengerich 2010, ISBN 978-3-89967-656-3.
- Fit for SexPower? Eine sexualwissenschaftliche Untersuchung zu Bravo Girl. Peter Lang, Frankfurt am Main 2001, ISBN 3-631-36721-X.

### Herausgeber
- Sexualität in der zweiten Lebenshälfte. Leipziger Texte zur Sexualität Nr. 4, Gesellschaft für Sexualwissenschaft, Leipzig 1995
- Sexualpädagogik und Sexualwissenschaft. Bestandsaufnahmen und Perspektiven für sexualpädagogische Qualifizierungsmaßnahmen. Leipziger Texte zur Sexualität Nr. 8. Gesellschaft für Sexualwissenschaft, Leipzig 1997
- John Cleland: Die Abenteuer der Fanny Hill. 2. Aufl., Aufbau, Berlin 1998, ISBN 3-7466-1412-0.
- Sexualität des Mannes. Leipziger Texte zur Sexualität Nr. 9. Pabst Science, Lengerich 2002, ISBN 3-936142-69-6.